# Mercado del Puerto

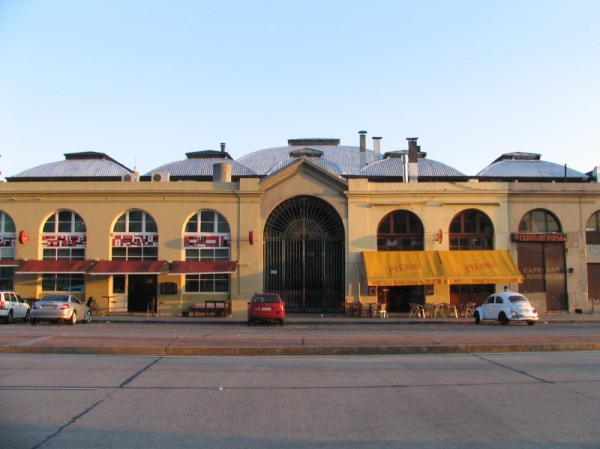
Mercado del Puerto

Der Mercado del Puerto (deutsch Hafenmarkt) ist ein Bauwerk in der uruguayischen Landeshauptstadt Montevideo.
Das in den Jahren 1865 bis 1868 errichtete und am 10. Oktober 1868 eröffnete Gebäude befindet sich in der Ciudad Vieja an den Straßen Piedras, Pérez Castellano und der Rambla 25 de Agosto de 1825. Für den Bau der in Liverpool entworfenen und hergestellten Metallstruktur zeichnete der Ingenieur R. H. Mesures, für das Mauerwerk Eugenio Penot verantwortlich. Die zehn Meter hohe Markthalle beherbergt zahlreiche Geschäfte und Restaurants und verfügt über eine Grundfläche von 1687 m².
In der Nähe liegt das Edificio Jaureguiberry.
Seit 1975 ist das Gebäude als Monumento Histórico Nacional klassifiziert.